# Trockengrund-Spitzmaus
Die Trockengrund-Spitzmaus (Sorex ugyunak) ist eine Art aus der Gattung der Rotzahnspitzmäuse. Sie ist eng verwandt mit der Amerikanischen Masken-Rotzahnspitzmaus. Wie diese zählt sie zur Fauna der Arktis. Ihre Verbreitung reicht vom nördlichen Alaska bis nach Nordkanada und der Westküste der Hudson-Bay. Anders als die Amerikanische Masken-Rotzahnspitzmaus ist ihr Lebensraum die Tundra, in der Weiden und Birken lediglich eine geringe Höhe erreichen.

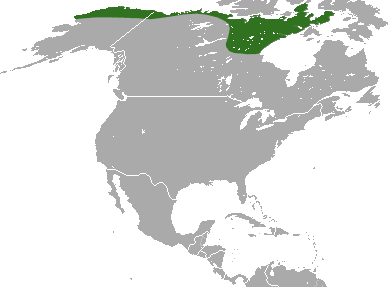
Verbreitungskarte der Trockengrund-Spitzmaus

Die Körperlänge der Trockengrund-Spitzmaus beträgt inklusive Schwanz zwischen 75 und 105 Millimeter. Ihr Gewicht beträgt lediglich zwischen 3,0 und 5,5 Gramm. 